# Abies yuanbaoshanensis
Abies yuanbaoshanensis je jehličnatý strom z čeledi borovicovitých, z rodu jedle, vyskytující se přirozeně pouze v Číně.

## Popis
Stálezelený, jehličnatý, středně rychle rostoucí (15–30 cm za rok, 1,8-4,5 m za 10 let) strom, dorůstající 25 m s průměrem kmene 0,6 m. Koruna je kuželovitá. Borka je tmavočervenohnědá, nepravidelně rozpraskaná. Letorosty jsou zpočátku žlutohnědé, ve 2. a 3. roce hnědočerné a hladké. Zimní pupeny jsou hnědočervené, kuželovité a značně pryskyřičnaté. Jehlice jsou mírně paprskovitě uspořádané a kratší v horních částech letorostů, postranně rozprostřené a delší ve spodních částech, přímé, 1-2,7 cm dlouhé a 1,8-2,5 mm široké; seshora tmavozelené, vespod se dvěma bílými pruhy průduchů; se dvěma okrajovými pryskyřičnými kanálky; při vyschnutí se jejich okraj zakřivuje; na špičce s vrubem. Samičí šištice jsou krátce válcovité, zpočátku zelené či žlutozelené, dozráváním žlutohnědé, 8–9 cm dlouhé a 4,5–5 cm široké; podpůrné šupiny jsou výrazně vyčnívající a zakřivené, dlouhé minimálně stejně jako šupiny semenné (či delší), se široce kruhovou okrajovou částí a hrotitým vrcholem; semenné šupiny jsou polokruhově lichoběžníkovité, 22 mm dlouhé a 20 mm široké, hustě chlupaté v obnažené části, se zakřiveným okrajem, u báze postranně laločnaté, se ztluštělou okrajovou částí a kruhově seříznutým vrcholem. Semena jsou obráceně trojúhelníkovitě elipsoidní, puchýřkovitá, tmavočervenohnědá a pryskyřičnatá, 10 mm dlouhá, s klínovitým, 20 mm dlouhým křídlem. Strom kvete v květnu. Semena dozrávají v říjnu.

## Příbuznost
Jedle Abies yuanbaoshanensis je blízce příbuzná s jedlemi Abies ziyuanensis a Abies forrestii.

## Výskyt
Domovem stromu je Čína - autonomní oblast Kuang-si (kolem hory Yuanbao Shan (Jüan-pao-šan) (čínsky pchin-jinem Yuánbǎoshān)) v distriktu Rongshui Xian).

## Ekologie
Horský strom, vyskytuje se v nadmořských výškách 1700–2100 m. Klima je velmi chladné (strom je mrazuvzdorný do −23 °C), vlhké, s chladnými a oblačnými léty a se zimami trvajícími 4-5 měsíců (v prosinci až březnu značné množství sněhu). Jedle Abies yuanbaoshanensis tvoří smíšené lesy například s jedlovcem čínským Tsuga chinensis a rostlinami z čeledi bukovité Fagaceae, jedle jsou mezi ostatními druhy značně rozptýlené.

## Význam pro klimatologii
Tento strom bývá označován jako "živoucí fosilie", neboť přežil čtvrtohorní dobu ledovou a má pro vědu (obzvláště pro klimatologii) velký význam, protože umožňuje nepřímo nahlédnout do klimatu čtvrtohorní doby ledové a poskytnout tak základy ke zkoumání klimatických změn na Zemi.

## Využití člověkem
Žádné.

## Ohrožení
Kriticky ohrožený strom, jeho populace je odhadována na 589  jedinců , stav populace je klesající. Populaci tvoří především staré a stárnoucí stromy a stromy mladé, nejméně je stromů ve středních letech. Strom se vyskytuje na místech vzdálených od ostatních druhů jedlí, což zvyšuje inbreeding a z genetického hlediska představuje pro tento strom vážné současné a budoucí nebezpečí. Značně byla populace stromu též zasažena extrémní zimou roku 2008, při které zahynulo mnoho jedinců. Populace stromu se vyskytuje v chráněné oblasti. Je třeba prozkoumat a zjistit faktory, které strom ohrožují a dle toho zajistit opatření, která zabrání, aby tento strom nenávratně vyhynul. Důležité jsou v tomto případě ochranné programy ex situ.